# عبد الله بن سيف النجدي
عبد الله بن إبراهيم بن سيف بن عبد الله الشَّمَّري (تُوفي في 1140 هـ)، الويباري (ويَبَّار)، الربيعي، العبدي (عبدة). أحد علماء وشيوخ الدعوة النجدية في شبه الجزيرة العربية. أحد أمراء المجمعة نزع والده منها، وجاور المدينة.

## مولده ونشأته
وُلد عبد الله في المدينة المنورة التي نزحَ إليها والده من المجمعة بعد أن حوَّل بيته السابق فيها إلى مسجد، حفظَ عبد الله فيها القرآن عن ظهر قلب، وقرأ على علماء بلده ووالده، كما سافر إلى دمشق والتقى فيها أبو المواهب الحنبلي الذي قرأ عليه. واستقرَ فيها بعد بلوغه فاشتغل بالفلاحة والزراعة.
ابنه الشيخ إبراهيم بن عبد الله، وهو صاحب كتاب: "العذب الفائض في شرح عمدة الفرائض".

## شيوخه
- والده الشيخ إبراهيم بن سيف.
- محمد حياة إبراهيم السندي.
- أبو المواهب الحنبلي.
- فوزان بن نصر الله النجدي.

## تلاميذه
جلسَ للتدريس في المدينة المنورة بعد طول دراسة وتلقٍّ عن عدة علماء، حيث تلقى العلم على يديه عدة علماء منهم:
- محمد بن عبد الوهاب.
- صالح بن محمد بن عبد الله بن محمد الصائغ العنزي.